# Pero egregiata
Pero egregiata là một loài bướm đêm trong họ Geometridae.